# 毕宿增十一
金牛座63，又名BD+16 586，HD 27749、SAO 93900、HR 1376，是金牛座的一颗恒星，视星等为5.64，位于銀經178.73，銀緯-22.41，其B1900.0坐标为赤經4h 17m 40.7s，赤緯+16° -22.41′ 38″。